# 1961-es magyar vívóbajnokság
Az 1961-es magyar vívóbajnokság az ötvenhatodik magyar bajnokság volt. A férfi tőrbajnokságot május 7-én rendezték meg, a párbajtőrbajnokságot május 11-én, a kardbajnokságot május 12-én, a női tőrbajnokságot pedig május 6-án, mindet Budapesten, a női tőrbajnokságot a Vasas Pasaréti úti vívótermében (a selejtezőt a Nemzeti Sportcsarnokban), a többit a Nemzeti Sportcsarnokban.

## Eredmények
| Versenyszám          | Arany                        | Arany | Ezüst                           | Ezüst | Bronz                                     | Bronz |
| -------------------- | ---------------------------- | ----- | ------------------------------- | ----- | ----------------------------------------- | ----- |
| Férfi tőrvívás       | Kamuti László BVSC           |       | Pacséri Kázmér Újpesti Dózsa    |       | Nyomárkai Ödön Csepel SC                  |       |
| Férfi párbajtőrvívás | Gábor Tamás Bp. Vörös Meteor |       | Ferdinandy Géza Újpesti Dózsa   |       | Bárány Árpád Bp. Vörös Meteor             |       |
| Férfi kardvívás      | Kovács Attila Vasas SC       |       | Mendelényi Tamás BVSC           |       | Pézsa Tibor Bp. Honvéd                    |       |
| Női tőrvívás         | Rejtő Ildikó Újpesti Dózsa   |       | Kovács Lajosné Nyári Magda BVSC |       | Sákovicsné Dömölky Lídia Bp. Vörös Meteor |       |